# Theobald von Oer
 (février 2021).
Si vous disposez d'ouvrages ou d'articles de référence ou si vous connaissez des sites web de qualité traitant du thème abordé ici, merci de compléter l'article en donnant les références utiles à sa vérifiabilité et en les liant à la section « Notes et références ».
Theobald Reinhold baron von Oer (9 octobre 1807 à Stromberg - 30 janvier 1885 à Coswig) est un peintre, illustrateur et aquafortiste prussien. Il est connu pour ses portraits, ainsi que pour ses peintures de genre et d'histoire. Il fait partie de l'École de peinture de Düsseldorf.

## Biographie

### Jeunesse
Theobald von Oer est né dans la maison Nottbeck (de), à la limite du quartier de Stromberg à Oelde (aujourd'hui en Rhénanie-du-Nord-Westphalie). Il était le fils de Clemens von Oer (de), administrateur de l'arrondissement de Beckum (de). Son frère aîné Maximilian von Oer (de) (1806–1846) est devenu écrivain. Dès son enfance, Theobald avait du goût et du talent pour la peinture et le dessin. À 12 ans, il a eu la scarlatine, qui l'a laissé sourd et partiellement muet.

### Carrière
À 19 ans, von Oer est entré à l'Académie royale des Arts de Dresde (l'actuelle Académie des beaux-arts de Dresde). Il s'est révélé exceptionnellement doué et est rapidement parti étudier à l'Académie des beaux-arts de Düsseldorf sous la direction de Wilhelm von Schadow. En 1836, il a voyagé avec l'architecte Hermann Matthäi aux Pays-Bas, en Belgique et à Paris, où il a rendu visite à de nombreux artistes français. L'année suivante il a traversé le sud de la France pour se rendre en Italie, où il a notamment visité Rome, Capri et Ischia.
Sa principale activité a été la peinture d'histoire, mais il a aussi peint des paysages et des portraits. C'est là que se manifeste le plus l'importante influence qu'a eue sur lui son voyage en Italie. De retour dans le royaume de Saxe, il est devenu professeur à Académie des beaux-arts de Dresde). La Princesse Galitzine avec ses amis de 1864 est une de ses œuvres de commande les plus connues.
Il est mort en 1885 à Coswig, en Saxe, et repose à l'ancien cimetière catholique de Dresde.

## Galerie

Quelques œuvres de Theobald von Oer
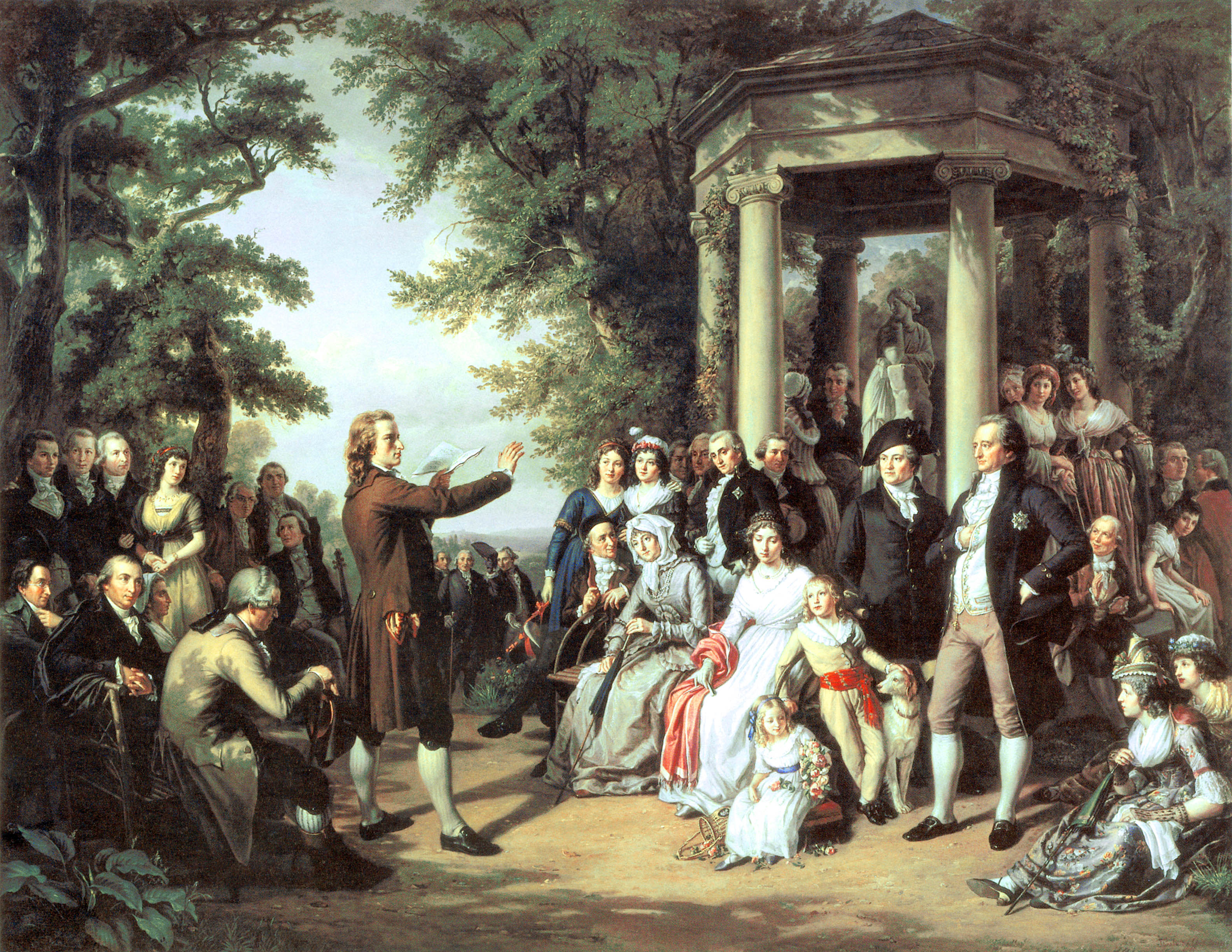
La Cour des muses de Weimar, 1860. 55 ans après la mort de Schiller, cette huile sur toile représente une lecture de ses poèmes dans le parc du château de Tiefurt (de). Goethe se trouve parmi les auditeurs à droite.
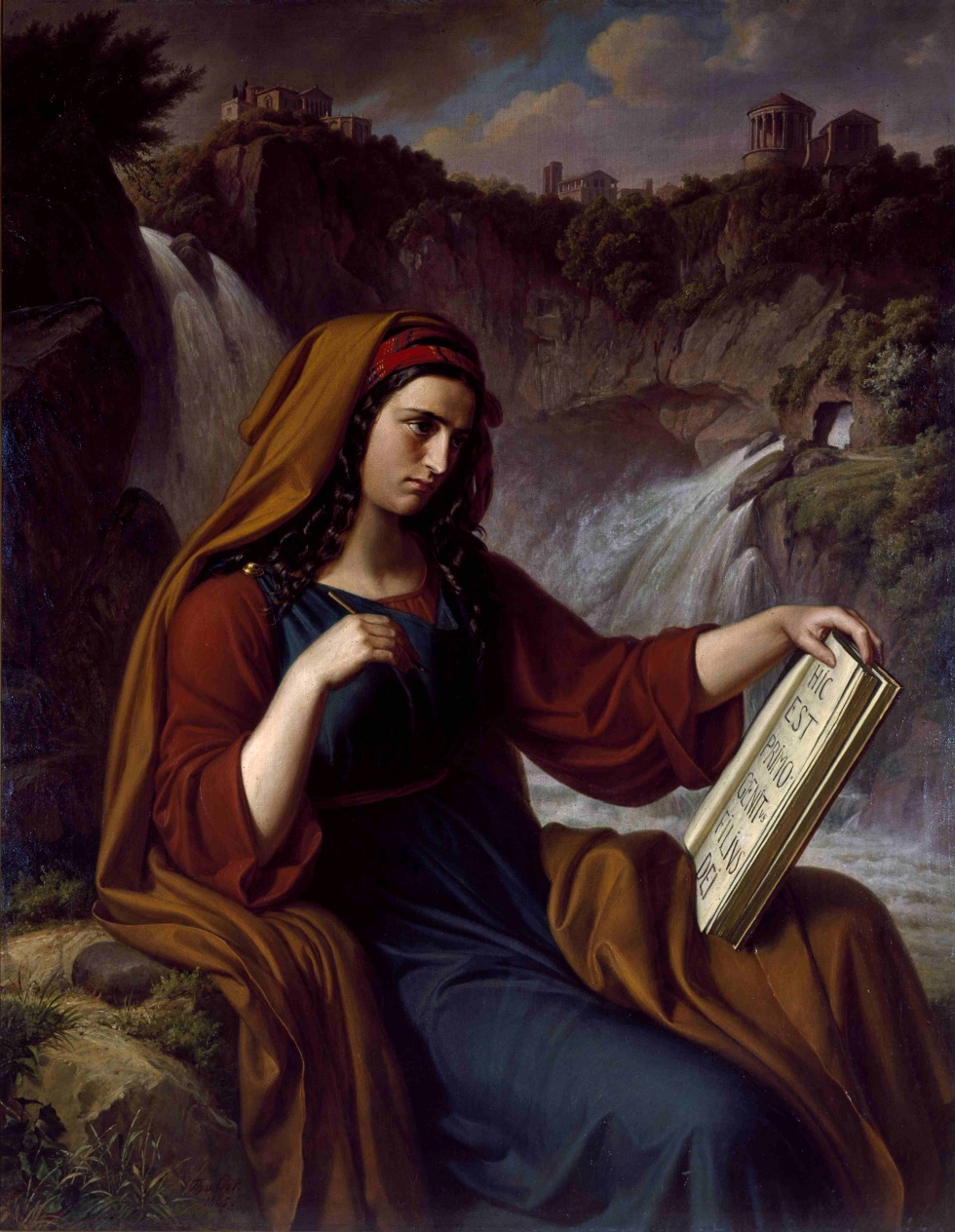
La Sibylle tiburtine, huile sur toile, 1865.
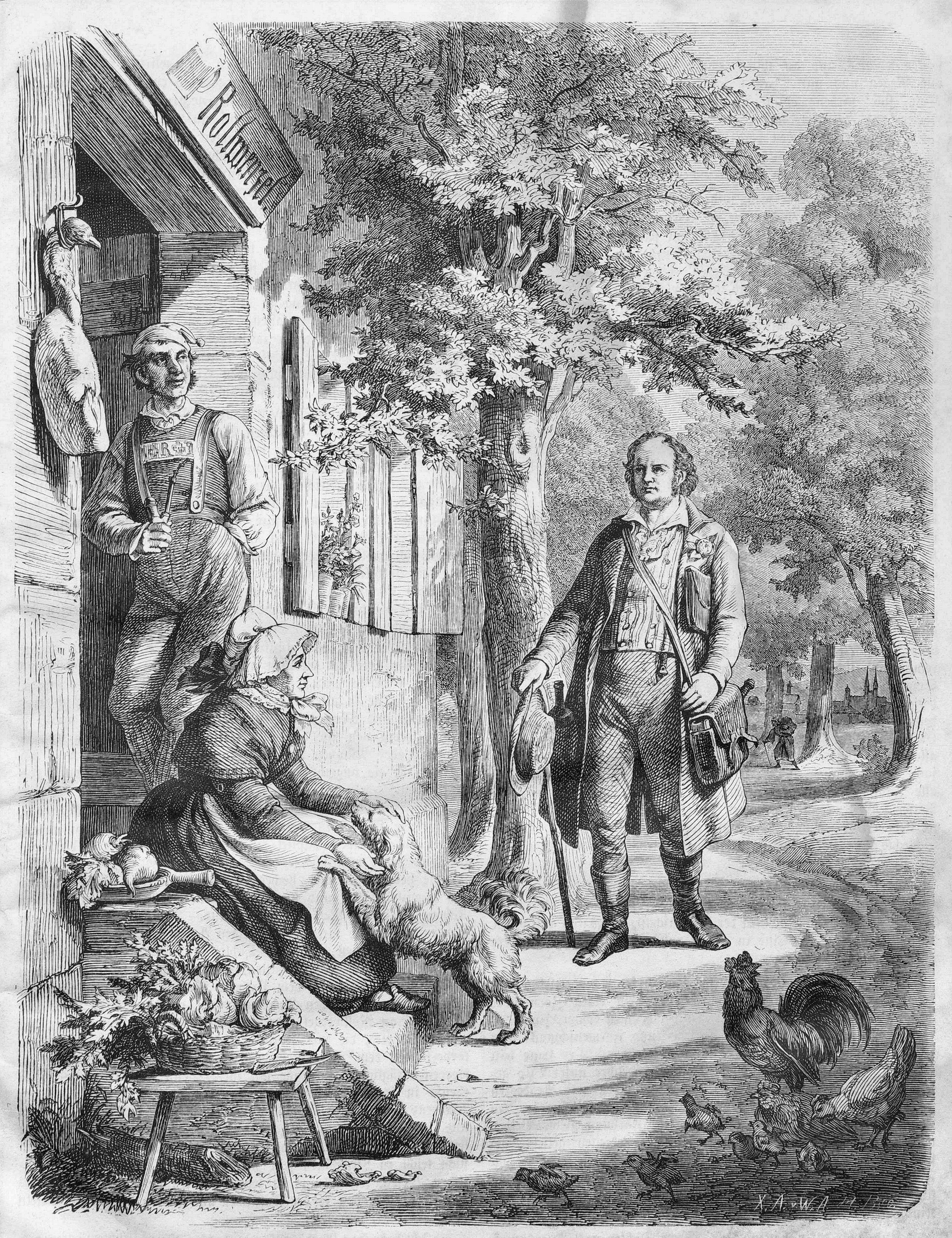
Illustration pour Die Gartenlaube, 1863.
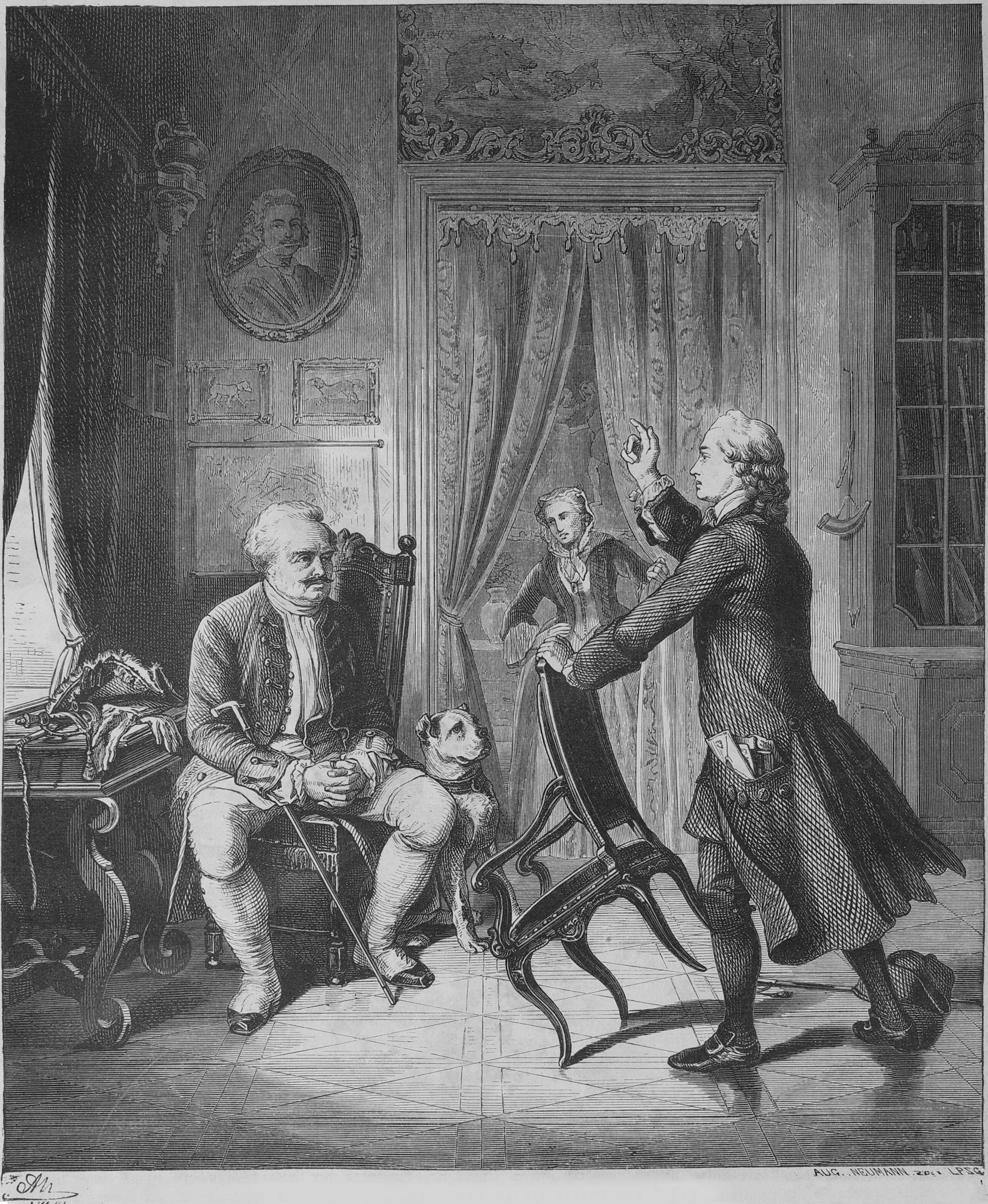
Illustration pour Die Gartenlaube, 1866.